# アデリーノ・アンドレ・ヴィエイラ・フレイタス
ヴィエイリーニャ (Vieirinha) こと、アデリーノ・アンドレ・ヴィエイラ・フレイタス（Adelino André Vieira Freitas, 1986年1月24日 - ）は、ポルトガル・ギマランイス出身の元サッカー選手。現役時代のポジションはMFであるが、右サイドバックのポジションも務めることができる。

## 経歴

### クラブ

#### ポルト
地元ヴィトーリア・ギマランイスの下部組織を経てFCポルトの下部組織に入団。2006-07シーズンに2部のFCマルコへの半年の期限付き移籍を終え、ポルトへ復帰後に同クラブのトップチームと4年契約を締結した。2007年8月11日にヴィトーリア・セトゥーバルとのスーペルタッサ・カンディド・デ・オリベイラ（3-0勝利）で70分から出場しポルトでの公式戦初出場を飾ったヴィエイリーニャは、89分に同試合最後の得点を記録。2007-08シーズンは同僚のディオゴ・ヴァレンテ, パウロ・マシャドと共に同リーグのレイションイスSCへ貸し出され、レイションイスの1部残留に尽力した。

#### PAOK
期限付き移籍からポルトへ復帰すると、かつてポルトを指揮していたフェルナンド・サントス監督率いるPAOKテッサロニキへすぐさま貸し出された。移籍1季目の2008-09シーズンは、主将にして同胞のセルジオ・コンセイソンと共に両サイドでゴンビを組んでいたが、アリス・テッサロニキとのダービーで怪我を負った ことで長期間の離脱が決定。2009年1月の冬の中断期間で練習に復帰し、OFIクレタ戦（ホーム2-0勝利）に途中出場で復帰した。
2009年7月中旬にポルトから移籍金100万ユーロで完全移籍を果たす と、それから半年後に契約を2013年6月まで延長し、さらに1500万ユーロのバイアウト条項が設定された。
2010年11月4日のUEFAヨーロッパリーグ 2009-10でスペイン1部のビジャレアルCF相手（ホーム1-0勝利）に頭で決勝点を記録 し、リーグ戦では32試合7得点というパフォーマンスによりUEFAヨーロッパリーグ 2010-11出場権獲得の3位に導いたことから、クラブのサポーターが選定するチームの年間最優秀選手に選出された。
2010-11シーズンも引き続き安定したプレーを披露したことから移籍の憶測が飛び交っていた にもかかわらず、再びUEFAヨーロッパリーグ 2011-12出場権獲得に貢献し、2011-12シーズンを迎えた。PAOKでは公式戦126試合28得点21アシストを記録した。

#### ヴォルフスブルク
2012年1月3日に移籍金400万ユーロでドイツ1部のVfLヴォルフスブルクと3年半の契約を締結。21日の1.FCケルン戦（ホーム1-0勝利）で45分からリーグ初出場を飾り、2013年3月9日のSCフライブルク戦（アウェイ5-2勝利）でペナルティエリア外からのボレーシュートにより公式戦初得点を記録した。

### 代表
ユース時代はU-16からU-23までの全カテゴリーに出場し、92試合26得点を記録。また、U-17時代にUEFA U-17欧州選手権2003優勝を経験している。
2011年11月に負傷したダニーの代役としてUEFA EURO 2012予選のボスニア・ヘルツェゴビナ戦でA代表に初招集された。2013年3月13日、2014 FIFAワールドカップ・ヨーロッパ予選のイスラエル戦（3-3）で試合残り30分から代表初出場を飾った。2014年6月10日のアイルランドとの親善試合で代表初得点を挙げた。

## 代表歴

### 出場大会
- ポルトガル代表
  - 2014 FIFAワールドカップ

### 試合数
- 国際Aマッチ 25試合 1得点（2013年-2016年）[12]

| ポルトガル代表 | 国際Aマッチ | 国際Aマッチ |
| 年             | 出場        | 得点        |
| -------------- | ----------- | ----------- |
| 2013           | 6           | 0           |
| 2014           | 6           | 1           |
| 2015           | 6           | 0           |
| 2016           | 7           | 0           |
| 通算           | 25          | 1           |

## タイトル

### クラブ
FCポルト
- スーペル・リーガ：1回 (2006-07)
- スーペルタッサ・カンディド・デ・オリベイラ：1回 (2006)

VfLヴォルフスブルク
- DFBポカール：1回 (2014-15)
- DFLスーパーカップ：1回 (2015)

PAOKテッサロニキ
- キペロ・エラーダス：3回 (2017-18, 2018-19, 2020-21)
- ギリシャ・スーパーリーグ：2回 (2018-19, 2023-24)

### 代表
U-17ポルトガル代表
- UEFA U-17欧州選手権：1回 (2003)

ポルトガル代表
- UEFA欧州選手権：1回 (2016)

### 個人
- グリークフットボール・PSAPアワーズ（英語版）年間最優秀外国人選手部門：1回 (2010-11[13])